# Artus – Excalibur
Artus – Excalibur ist ein Musical des amerikanischen Komponisten Frank Wildhorn. Es basiert auf der Sage über die mythologische Figur König Artus, sein Schwert Excalibur, seine Herrschaft über Camelot sowie die legendären Ritter der Tafelrunde.

## Geschichte
Das originale englischsprachige Buch stammt aus der Feder von Ivan Menchell, während die originalen Liedertexte von Robin Lerner verfasst wurden. Für die deutschsprachige Übersetzung war Nina Schneider zuständig. Das Musical erlebte seine Uraufführung am 15. März 2014 im Theater St. Gallen. Die deutsche Erstaufführung fand am 18. Juni 2016 im Rahmen der Freilichtspiele Tecklenburg, die österreichische Erstaufführung am 22. Juli 2016 auf der Felsenbühne Staatz statt.

## Handlung
Die Handlung des Musicals weicht in einigen Aspekten stark von den traditionellen Versionen der Sage ab.

### Vorgeschichte
Britannien ist im 5./6. Jahrhundert ein Land, das nach dem Abzug der Römer zutiefst gespalten ist und sich durch das Kriegstreiben rivalisierender Herrscher im Chaos befindet. In dieser Zeit lernt König Uther Pendragon die schöne Igraine kennen, obwohl er bereits mit seiner eigenen Frau eine Tochter mit Namen Morgana hat. Da Igraine verheiratet ist, gelingt es Uther nur mit der Hilfe des Zauberers Merlin, in ihr Gemach zu gelangen. Die Tat Merlins besteht darin, Uther das Aussehen von Igraines Ehemann zu verleihen. In dieser Gestalt überlistet Uther eines Nachts Igraine, das Objekt seiner Begierde. Die beiden zeugen ein Kind. Dieses Kind verlangt Merlin als Gegengabe für seine Zauberei und tauft es auf den Namen Artus. Igraine stirbt bei der Geburt von Artus. Merlin lässt das Kind von Ector aufziehen, der Artus jedoch nie dessen wahre Herkunft enthüllt. Uther hingegen bereut seine Entscheidung schon sehr bald: Nicht nur sein Erbe, sondern auch das Objekt seiner Begierde sind ihm entrissen. Als seine Gemahlin schließlich ebenfalls stirbt, wird Uther kalt und bitter. Er verstößt seine Tochter Morgana und verbannt sie in ein Nonnenkloster.
Artus ist bereits erwachsen, als ein blutiger Krieg zwischen den Königen Uther Pendragon und Loth von Orkney stattfindet. Uther kommt dabei ums Leben, Loth geht als Sieger hervor und ernennt sich zum Herrscher dieses Landstriches. Die Handlung setzt ein nach dieser verheerenden Schlacht. (Aus dem offiziellen St. Gallen Programmheft abgeleitet)

### Erster Akt
Nach der Schlacht versammeln sich die Überlebenden und trauern um die Gefallenen (Das Feld der Ehre). Als die Überlebenden abziehen, erscheint der Zauberer Merlin und erläutert, dass das Land einen würdigen König braucht, der es eint und dessen Wunden heilt. Um herauszufinden, wer der wahre König von England sein soll, holt er das Schwert Excalibur und rammt es in einen großen Felsen mit der Prophezeiung, dass nur der wahre König das Schwert aus dem Stein ziehen kann (Der Heiler).
Einige Zeit später versammeln sich unzählige Menschen um den Felsen und versuchen, Excalibur aus dem Stein zu ziehen um die Prophezeiung zu erfüllen (Excalibur). Unter ihnen befinden sich auch Artus, sein Vater Ector und sein Freund Lancelot. Während Artus davon überzeugt ist, das Schwert sei nur ein Schwindel, glauben Lancelot und Ector fest an die Prophezeiung. Auch Sir Gareth, der Sohn des tyrannischen Herrschers Loth von Orkney versucht sich daran, das Schwert aus dem Stein zu ziehen. Als ihm das nicht gelingt, schimpft er die Prophezeiung einen Schwindel der Kirche und versucht, den Priester anzugreifen, was in einem Gefecht zwischen Loths Männern, Gareth und Lancelot entbrennt. Artus will seinem Freund beistehen, also klettert er auf den Felsen und zieht, zur Überraschung aller, Excalibur aus dem Stein. Damit vertreibt er Loths Männer, verwundet Gareth und Ruhe kehrt wieder ein. Als Artus jedoch erkennt, dass er das legendäre Schwert aus dem Stein gezogen hat und das Volk vor ihm auf die Knie fällt und ihn als wahren König preist, weicht er erschrocken vor der Verantwortung zurück und beteuert, er sei kein König, da er noch nicht einmal vom Adelsgeschlecht abstammt. Plötzlich erscheint Merlin und klärt Artus auf, er sei nicht Ectors leiblicher Sohn, sondern wurde ihm vor langer Zeit als Säugling zugewiesen. Als Ector dies bestätigt, ist Artus erschüttert und flüchtet in die nahen Wälder.
In den Wäldern trifft Artus erneut auf Merlin, der ihn über seine wahre Herkunft aufklärt, indem er ihn einen Blick in die Vergangenheit werfen lässt und ihm so zeigt, dass sein Schicksal vorbestimmt wurde (Fern von dieser Welt). Artus hingegen ist überzeugt, dass Merlin ihn für seine Zwecke benutzen will und fühlt sich benutzt und verraten. Er schleudert Excalibur von sich und weigert sich, sein Schicksal als König anzunehmen (Schwert und Stein).
Zur selben Zeit hat die nun ebenfalls erwachsene Morgana eine Vision von Artus. Nun begreift sie, warum ihr Vater sie vor all der Zeit verstoßen und ins Kloster verbannt hat. Sie sieht Artus als den wahren Grund für all ihr erlittenes Unrecht und sinnt auf Rache. Während einer Kastei der Mutter Oberin verbündet sie sich schließlich mit den Mächten der Dunkelheit und schwört Rache (Sünden der Väter).
Am nächsten Morgen wacht Artus in den Wäldern auf und findet Excalibur wieder nahe bei sich vor. Merlin hatte es ihm im Schlaf wieder zugesteckt. Als Artus das Schwert wieder von sich wegschleudert, hört er plötzlich eine Stimme. Er folgt dieser und sieht eine junge Frau ein Gebet für ihren verstorbenen Vater sprechen. Sie erkennt Artus sofort, da sie dabei war, als er Excalibur aus dem Stein zog. Als Artus blindlings bestreitet, der rechtmäßige König zu sein, macht ihm die Frau Mut und erklärt ihm die wahre Bedeutung von Heldentum (Ein wahrer Held). Artus fühlt sich zu der jungen Frau hingezogen und seiner Verantwortung ein Stück mehr gewachsen. Er akzeptiert langsam sein Schicksal. Die Frau stellt sich ihm als Guinevere vor und verlässt die Lichtung.
Artus fängt zum ersten Mal an, zu überlegen, was einen wahren König ausmacht und ihn von allen anderen unterscheidet (Was macht einen König aus). Doch plötzlich wird er von einem nun entstellten Sir Gareth und seinen Männern aus dem Hinterhalt angegriffen. Gerade noch rechtzeitig stößt Lancelot hinzu und gemeinsam vertreiben die Freunde Gareth und seine Männer zum zweiten Mal, wobei Artus erneut darauf verzichtet, ihn zu töten. Nun hat sich Artus dazu entschieden, der neue König zu werden, Loth herauszufordern und das Land zu heilen. Plötzlich erscheint Merlin und eröffnet ihnen, dass ihr Ziel das legendäre Schloss Camelot sei. Der Zauberer weist ihnen den Weg und nach mehreren Tagen erreichen sie ihr Ziel. Allerdings ist Camelot nur noch eine Ruine. Als Artus sich wieder entmutigt fühlt, erklärt ihm Merlin, dass Excalibur auch dazu geschmiedet wurde um Einigkeit zwischen den Menschen zu schaffen. Daraufhin erscheinen mehrere Menschen, unter ihnen Ector, und erklären sich bereit, Artus fortan im Kampf gegen die Tyrannei zu unterstützen. Gemeinsam errichten sie Camelot neu und gründen die Ritter der Tafelrunde. Lancelot wird Artus’ erster Ritter (Die ruhmreiche Schlacht).
Nach kurzer Zeit dringen bereits die ersten Klagen des Volkes nach Camelot. Doch bevor sich Artus und seine Ritter den Nöten annehmen können, erscheint Morgana im Schloss. Merlin erkennt, dass auch sie magische Kräfte hat und eine ernstzunehmende Gefahr darstellt. Als Artus jedoch erfährt, dass Morgana seine Halbschwester ist, freut er sich und heißt sie willkommen. Doch Morgana ist mittlerweile so sehr von Rachsucht zerfressen, dass sie sein Angebot zurückschlägt und ihren rechtmäßigen Thron zurückfordert, den man ihr so lange verweigert hatte. Sie beschuldigt Artus, der Grund für ihre Leiden zu sein (Was will ich hier). Als Artus auf ihre Forderungen nicht eingeht, verschwindet sie wutentbrannt.
Artus erkennt, dass er sich in Guinevere verliebt hat und beschließt, ihr einen Brief zu schreiben, in dem er sie auffordert, ihm nach Camelot zu folgen. Das Überbringen der Nachricht trägt er seinem jüngsten Ritter, Lucan auf. Dieser erreicht Guineveres Wohnsitz ohne weitere Probleme, wird von ihr aufgrund seiner Waffen zuerst für einen Feind gehalten. Aber als Lucan ihr Artus’ Schreiben überreicht, lässt sie alle Zweifel fallen. Auch sie hat sich mittlerweile in ihn verliebt und sieht in ihm ein Licht der Hoffnung für das Land (Ein neuer Tag). Daraufhin beschließt sie, umgehend nach Camelot zu reisen. Lucan eskortiert sie.
Währenddessen erreicht Morgana Loths Schloss und bietet diesem ein Bündnis an um Artus zu stürzen. Der tyrannische König ist jedoch misstrauisch und droht Morgana mit dem Tod. Als sie jedoch ihre Zauberkräfte einsetzt um seinen Soldaten einen geeigneten Ort für einen Hinterhalt auf Guinevere vorzulegen, ist Loth vom Bündnis überzeugt. Schließlich vermählen sich die beiden und vereinen somit die Familie Pendragon mit derer von Orkney. So hat Loth nicht nur eine größere Armee als Artus, sondern auch noch Morganas finsteren Mächte auf seiner Seite.
Loth schickt mehrere Männer zu dem, von Morgana gezeichneten Ort und schaffen es tatsächlich, Guinevere und Lucan zu überraschen. Sie können die Soldaten jedoch so lange zurückhalten, bis Lancelot erscheint und sie vertreibt. Allerdings stirbt Lucan bei diesem Angriff. Lancelot sieht Guinevere und verliebt sich auf den ersten Blick in sie. Erst als Artus und das restliche Gefolge eintreffen um sie nach Camelot zu bringen und Lucan zu bestatten, erkennt Lancelot, dass Guinevere die Geliebte seines besten Freundes ist.
Einige Zeit später sucht Merlin Morgana in Loths Schloss auf. Diese wirft ihm vor, der Auslöser für das ganze Chaos zu sein, da er Artus damals als Kind genommen hatte. Doch sie ist auch fest davon überzeugt, dass durch ihre Vereinigung mit Loth, die Menschen ihnen aus purer Furcht folgen würden. Merlin hingegen zeigt ihr eine Vision, wie Artus vom Volk gepriesen und zum König gekrönt wird. Anschließend verkündet er Morgana, dass es niemals ihre Bestimmung gewesen sei, das Herrscherrecht einzufordern (Fern von dieser Welt Reprise). Morgana verspricht ihm, dass dies noch nicht das Ende sei, woraufhin Merlin nach Camelot zurückkehrt.
Einige Tage später wird Artus im Beisammen des Volkes, seiner Ritter, Guinevere und Merlin zum rechtmäßigen König von Camelot gekrönt. Er schwört, sein Königreich vor jeglicher Bedrohung zu verteidigen und die Tyrannei in England zu bekämpfen. Alle Beteiligten feiern diese Nacht als neuen Anfang (Heute Nacht fängt es an).

### Zweiter Akt
Einige Zeit nach der Krönung findet auf Camelot die Hochzeit zwischen Artus und Guinevere statt, die vom gesamten Volk gefeiert wird (Hochzeitsgelöbnis). Auf der Feier zieht sich Lancelot immer mehr in den Hintergrund zurück. Er kann seinen Liebeskummer kaum noch unterdrücken und weiß, dass er Guinevere niemals haben kann (Sogar der Regen schweigt still heut Nacht). Als sich die Feier steigert, wittert Merlin plötzlich Gefahr. Und tatsächlich: Einige von Loths Männern verüben einen Mordversuch auf Artus, der gerade noch verhindert wird. Artus lässt die Männer auf Merlins Rat hin gehen, da ein guter König immer Gnade vor dem Tod walten lässt, wenn es sich vermeiden lässt. Doch dann erkennen sie, dass Loths Männer Ector tödlich verwundet hatten. Als Artus seinem Stiefvater verzweifelt helfen will, stirbt er in seinen Armen (Vater und Sohn).
Nach diesem Vorfall ist Artus nur noch von dem Wunsch besessen, Rache an Loth zu üben. Für ihn steht der Entschluss fest: Er wird Krieg führen. Guinevere will ihm beruhigend zur Seite stehen, doch Artus weist sie schroff ab. Merlin versucht Artus weiszumachen, dass Excalibur nicht für einen Rachefeldzug geschmiedet wurde, jedoch hört der junge König nicht auf ihn. Aber auch Loth bereitet sich voller Blutdurst auf einen bevorstehenden Krieg vor, während Morgana im Hintergrund vollkommen überzeugt von ihrem Sieg ist. Die beiden Streitmächte rüsten ihre Armeen für den Krieg aus (Morgen triffst du den Tod).
Als Loth und Morgana wegen einer Uneinigkeit in Streit geraten, verspricht dieser sie am Ende des Krieges zu köpfen, da er sie nicht mehr brauchen wird. Daraufhin sperrt er sie in ihrem Gemach ein. Für einen kurzen Moment wird Morgana das vollkommene Elend und die Einsamkeit ihrer Existenz bewusst, da sie aufgrund ihres Vaters und Artus’ Geburt alles Glück und jede Liebe in ihrer Kindheit einbüßen musste (Die Rose). Doch kurze Zeit später wird sie von Loth wieder freigelassen.
Während der Kriegsvorbereitungen versuchen sowohl Lancelot als auch Guinevere auf Artus beruhigend einzureden, doch jedes Mal weist er ihre Ratschläge zurück. Er ist blind vor Wut und nur noch auf Rache aus. Daraufhin verkündet Guinevere, dass der Krieg wahrhaftig ungerecht sei, wenn er ihre Liebe als erstes Opfer fordere (Wo ging die Liebe hin). Lancelot redet gut auf sie ein und die beiden kommen sich etwas näher.
Währenddessen schleicht sich Morgana in Merlins Kammer. Als sie schließlich von ihm ertappt wird, bietet sie ihm einen Handel an: Sie sorgt dafür, dass Loth seine Truppen zurückzieht wenn Merlin ihr das vollständige Wissen der Magie lehrt. Als Merlin sich weigert, beginnt Morgana damit, ihn langsam zu verführen, woraufhin er schwächer wird. Siegesgewiss verlässt Morgana die Kammer (Begehren).
Wenig später verschwindet Lancelot spurlos, woraufhin eine Suche eingeleitet wird. Dieser ist hingegen in die Wälder geflohen, da er Guineveres Nähe aufgrund seiner Liebe zu ihr nicht mehr ertragen kann (Nur sie allein). Guinevere ist schließlich diejenige, die ihn findet. Da beide von Trauer sowie Zuneigung überwältigt sind, fallen sie sich in die Arme und geben ihren Gefühlen nach. Merlin beobachtet sie aus der Ferne und erläutert, dass der Mensch niemals aus seinen Fehlern lernt und ständig nur im Kreis geht, was auch in diesem Falle zutreffen würde. Er äußert seine Sorge um Artus. (Der Kreis der Menschheit).
In derselben Nacht schleicht sich Morgana in Artus’ Schlafgemach und zeigt diesem eine Vision von Lancelots und Guineveres gegenseitiger Zukunft. Sie lässt es so aussehen, als würden sie sich im Hintergrund die ganze Zeit lieben und Artus betrügen. Ungläubig rennt Artus los und findet die beiden schließlich. Als er sich in seinem Verdacht bestätigt sieht, bricht er in Verzweiflung und Wut aus. Kurz darauf verbannt er die beiden aus seinem Reich. Lancelot soll durch die Welt streifen und Guinevere auf ein Nonnenkloster geschickt werden. Morgana triumphiert (Alles ist vorbei).
Erneut sucht Merlin Morgana auf. Doch dieses Mal erliegt er ihren Verführungen. Im Moment der Schwäche weicht all seine Zauberkraft von ihm ab und er wird zu einem gewöhnlichen sterblichen Menschen, da sich jeder Zauberer dazu verpflichtete, das Reich zu schützen und sich deshalb niemals Begierden hingeben dürfe, sonst verliert er all seine Macht. Morgana hingegen nimmt an Macht zu und erlangt alles Wissen, was sie braucht, um ihre Zauberkraft zu verstärken.
Ein nun vollkommen gewöhnlicher und gebrechlicher Merlin sucht Artus zum letzten Mal auf. Dieser sieht sich nun von all seinen Verbündeten und Freunden betrogen und verlassen. Doch Merlin erörtert ihm, dass nur er Excalibur aus dem Stein ziehen konnte und der wahre rechtmäßige König sei. Er selbst jedoch kann ihm nicht mehr helfen, doch er weiß, dass Artus es schaffen kann. Daraufhin verschwindet Merlin ein für alle Mal. Artus fasst erneut Mut und nimmt sein Schicksal als König endgültig und wahrhaftig an. Er ist bereit für die letzte Schlacht (Was macht einen König aus Reprise).
Artus ruft seine Ritter und seine Armee zusammen. Auf dem Schlachtfeld begegnen sich schließlich seine und Loths Armee und der letzte Kampf entbrennt. Während des Gefechts sterben viele Menschen, darunter Loth, Gareth und auch Lancelot, der in der Mitte des Gefechts dazustößt, um Artus ein letztes Mal zu helfen. Sterbend eröffnet Lancelot seinem Freund, dass Guinevere ihn niemals betrogen, sondern nur von Traurigkeit und Verzweiflung Zuflucht bei ihm gesucht hatte. Daraufhin stirbt er in Artus’ Armen. Dieser lässt ihn daraufhin mit allen Ehren bestatten und trauert um den Verlust (Das Feld der Ehre Reprise).
Als Artus an Lancelots Grab kniet, erscheint plötzlich eine Frau hinter ihm. Aufgrund der Stimme denkt Artus zuerst, dass es sich um Guinevere handelt, doch in Wahrheit ist es Morgana, die durch ihre neu gewonnene Macht in der Lage ist, die Gestalt zu wechseln. Sie entreißt Artus Excalibur und will ihn ein für alle Mal aus Rachedurst und Hass erschlagen. Doch plötzlich taucht die richtige Guinevere auf und schießt Morgana mit einer Armbrust in den Rücken. Daraufhin reißt Artus Excalibur wieder an sich und durchbohrt Morgana damit, wodurch sie ein für alle Mal stirbt.
Guinevere erklärt Artus, dass Merlin im Kloster erschien und ihr sagte, er würde sie brauchen. Daraufhin bestätigt sie ihm Lancelots Worte, indem sie beteuert, dass sie Artus wirklich liebt und immer geliebt hat. Auch Artus sieht ein, dass er sie immer noch liebt, und sie fallen sich in die Arme (Vor langer Zeit). Begleitet von den Geistern der Gefallenen verlassen Artus und Guinevere den Ort gemeinsam, mit der Vision, dass die Tafelrunde erneut auferstehen könnte.

## Lieder

### Erster Akt
- Das Feld der Ehre – Guinevere, Ensemble
- Der Heiler – Merlin
- Excalibur – Artus, Lancelot, Ector, Ensemble
- Fern von dieser Welt – Merlin
- Schwert und Stein – Artus
- Sünden der Väter – Morgana
- Ein wahrer Held – Artus, Guinevere
- Was macht einen König aus – Artus
- Die ruhmreiche Schlacht – Artus, Lancelot, Merlin, Ensemble
- Was will ich hier – Artus, Merlin, Morgana
- Ein neuer Tag – Guinevere
- Fern von dieser Welt Reprise – Merlin, Morgana
- Heute Nacht fängt es an – Artus, Merlin, Lancelot, Ensemble

### Zweiter Akt
- Hochzeitsgelöbnis – Artus, Guinevere, Ensemble
- Sogar der Regen schweigt still heut Nacht – Lancelot
- Vater und Sohn – Artus, Ector
- Morgen triffst du den Tod – Artus, Morgana, Loth, Guinevere, Ensemble
- Die Rose – Morgana
- Wo ging die Liebe hin – Guinevere
- Begehren – Merlin, Morgana
- Nur sie allein – Lancelot
- Der Kreis der Menschheit – Merlin
- Alles ist vorbei – Artus, Guinevere, Lancelot, Morgana
- Was macht einen König aus Reprise – Artus
- Das Feld der Ehre Reprise – Artus, Ensemble
- Vor langer Zeit – Artus, Guinevere, Ensemble

## Besetzungen

### Besetzungen deutschsprachiger Erstaufführungen
| Rolle                           | Welturaufführung Theater St. Gallen | Österreichische Erstaufführung Felsenbühne Staatz | Deutsche Erstaufführung Freilichtspiele Tecklenburg |
| ------------------------------- | --- | --- | --- |
| Artus                           | Patrick Stanke | Christoph Apfelbeck | Armin Kahl |
| Guinevere                       | Annemieke van Dam/Lisa Antoni | Tanja Petrasek | Milica Jovanović |
| Merlin                          | Thomas Borchert | Werner Auer | Kevin Tarte |
| Morgana                         | Sabrina Weckerlin | Regina Mallinger | Roberta Valentini |
| Lancelot                        | Mark Seibert/Anton Zetterholm | Philipp Dietrich | Dominik Hees |
| Ector                           | Alexander Bellinkx | Ludwig Flessl | Thomas Schirano |
| Loth von Orkney                 | Robert Johansson | Lawrence Karla | Christian Schöne |
| Sir Gareth                      | Kevin Foster | Michael Postmann | Thomas Hohler |
| Mutter Oberin/Mutter Guineveres | Colleen Besett | Steffi Regner | Anne Welte |
| Lucan                           | Gero Wendorff | Daniel Hauser | Andrea Luca Cotti |
| Priester                        | Marc Lamberty | Daniel Eckert | Sebastian Brandmeir |
| Igraine                         | Jeannine Michèle Wacker/Stéphanie Signer | Anna Burger | Sophie Blümel |
| Uther Pendragon                 | Rupert Markthaler/Richard Leggett | Wolfgang Fahrner | Zoltan Fekete |
| Ensemble                        | Colleen Besett, Marle Martens, Amélie Dobler, Stéphanie Signer, Ariane Swoboda, Jeannine Michèle Wacker, Gero Wendorff, Marc Lamberty, Rupert Markthaler, Robert Johansson, Samuel Tobias Klauser, Alexander Belinkx | Alexandra-Yoana Alexandrova, Anna Burger, Paul Csitkovics, Daniel Eckert, Martin Enenkel, Enny de Alba, Wolfgang Fahrner, Ludwig Flessl, Laura Friedrich, Markus Hareter, Daniel Hauser, Lawrence Karla, Petra Niedermayer, Michael Postmann, Angelika Ratej, Steffi Regner, Korbinian Reile, Rico Salathe, Cassandra Schütt, Anja Štruc, Stefan Ulreich | Lisa Kolada, Juliane Bischoff, Jennifer Kohl, Marthe Römer, Juliana Dreyer, Alexandra Hoffman, Sophie Blümel, Anne Welte, Anna Carina Buchegger, Jan Altenbockum, Andrew Hill, Zoltan Fekete, Marco Herse Foti, Fin Holzwart, Mathias Meffert, Wolfgang Postlbauer, Thomas Hohler, Andrea Luca Cotti, Sebastian Brandmeir, Christian Schöne, Luciano Mercoli |

## Deutschsprachige Aufführungen
| Rolle           | Schlossfestspiele Zwingenberg 2019 |
| --------------- | ---------------------------------- |
| Artus           | Nikolaj Alexander Brucker          |
| Guinevere       | Jana Marie Gropp                   |
| Merlin          | Uwe Kröger                         |
| Morgana         | Caroline Frank                     |
| Lancelot        | Sascha Krebs                       |
| Ector           | Holger Ries                        |
| Loth von Orkney | Sascha Oliver Bauer                |
| Sir Gareth      | Oleg Lapochkin                     |
| Lucan           | Christian Strobel                  |
| Priester        | Sven Wagenhöfer                    |

## Südkoreanische Erstaufführung
Im Juni 2019 fand die südkoreanische Erstaufführung des Musicals in Seoul statt. Diese Fassung weist mehrere Änderungen zur deutschsprachigen Version auf. So wurde etwa die Hälfte der Lieder durch neue Kompositionen ersetzt und auch das Buch selbst wurde größtenteils umgeschrieben um die Handlung intensiver zu gestalten. Zudem wurde die Figur des Loth von Orkney durch die des angelsächsischen Wulfstan ausgetauscht.
| Rolle     | Sejong Center of Performing Arts, Seoul                            |
| --------- | ------------------------------------------------------------------ |
| Artus     | Kai, alternierend Kim Junsu, alternierend DK                       |
| Guinevere | Kim So Hyang, alternierend Min Kyung Ah                            |
| Merlin    | Kim Joon Hyun, alternierend Son Joon Ho                            |
| Morgana   | Shin Young Sook, alternierend Jang Eun Ah                          |
| Lancelot  | Uhm Ki Joon, alternierend Lee Ji Hoon, alternierend Park Kang Hyun |
| Ector     | Park Chul Ho, alternierend Jo Won Hee                              |
| Wulfstan  | Lee Sang Joon                                                      |

## Rezeption
Die Kritik zur Schweizer Uraufführung war weitgehend positiv. Andere Kritiken lobten die musikalische, bühnentechnische und schauspielerische Umsetzung, warfen dem Buch jedoch Schwächen vor. Weiterhin wurde 2014 eine CD mit dem Titel Artus – Excalibur – Das Musical mit der St. Galler Originalbesetzung veröffentlicht.
Die Kritik der Fachpresse zur österreichischen Erstaufführung auf der Felsenbühne Staatz lobte die Inszenierung als „niveauvolles Sommermusical in traumhafter Kulisse“.